# Králický Sněžník
Králický Sněžník o Śnieżnik (en polaco) es una montaña en los Sudetes orientales, ubicada en el límite entre la República Checa y Polonia. El nombre de Sněžník o Śnieżnik deriva de la palabra "nieve"; la montaña está cubierta de nieve durante ocho meses al año. En checo se le añade el adjetivo Králický (de la cercana ciudad de Králíky) para distinguirla de la montaña llamada Děčínský Sněžník (cerca de la ciudad de Děčín). Un nombre alternativo, en polaco, es Śnieżnik Kłodzki, por la ciudad de Kłodzko. En alemán la montaña es conocida como Glatzer Schneeberg (de Glatz, el nombre alemán para Kłodzko), Grulicher Schneeberg (por Gruhlich, el nombre alemán de Králíky) o Spieglitzer Schneeberg (por Spieglitz, que es hoy parte de Staré Město).
La montaña es el pico más alto del macizo Śnieżnik (llamado Králický Sněžník en checo, Masyw Śnieżnika en polaco, Glatzer Schneegebirge en alemán), en sí parte de los montes Jeseníky. Queda entre la ciudad de Králíky y la Brecha de Kłodzko que la separa de los montes Rychleby.
El macizo se formó durante el Terciario. Sněžník es una divisoria de aguas para tres mares: el mar Negro (río Morava), mar Báltico (río Nysa Kłodzka) y mar del Norte (arroyo Lipkovský).
Entre 1899 y 1973 una atalaya de piedra se alzaba sobre el lado silesio de la cumbre de la montaña. Se erigió la estatua de un joven elefante en el lugar del anterior chalé.
En el lado checo se estableció una reserva natural protegida de carácter estatal (Národní přírodní rezervace Králický Sněžník ) en el año 1990. En el lado polaco está el área protegida de parque del paisaje de Śnieżnik.
La montaña y las zonas que la rodean están equipadas para la práctica del esquí.

## Galería de fotos

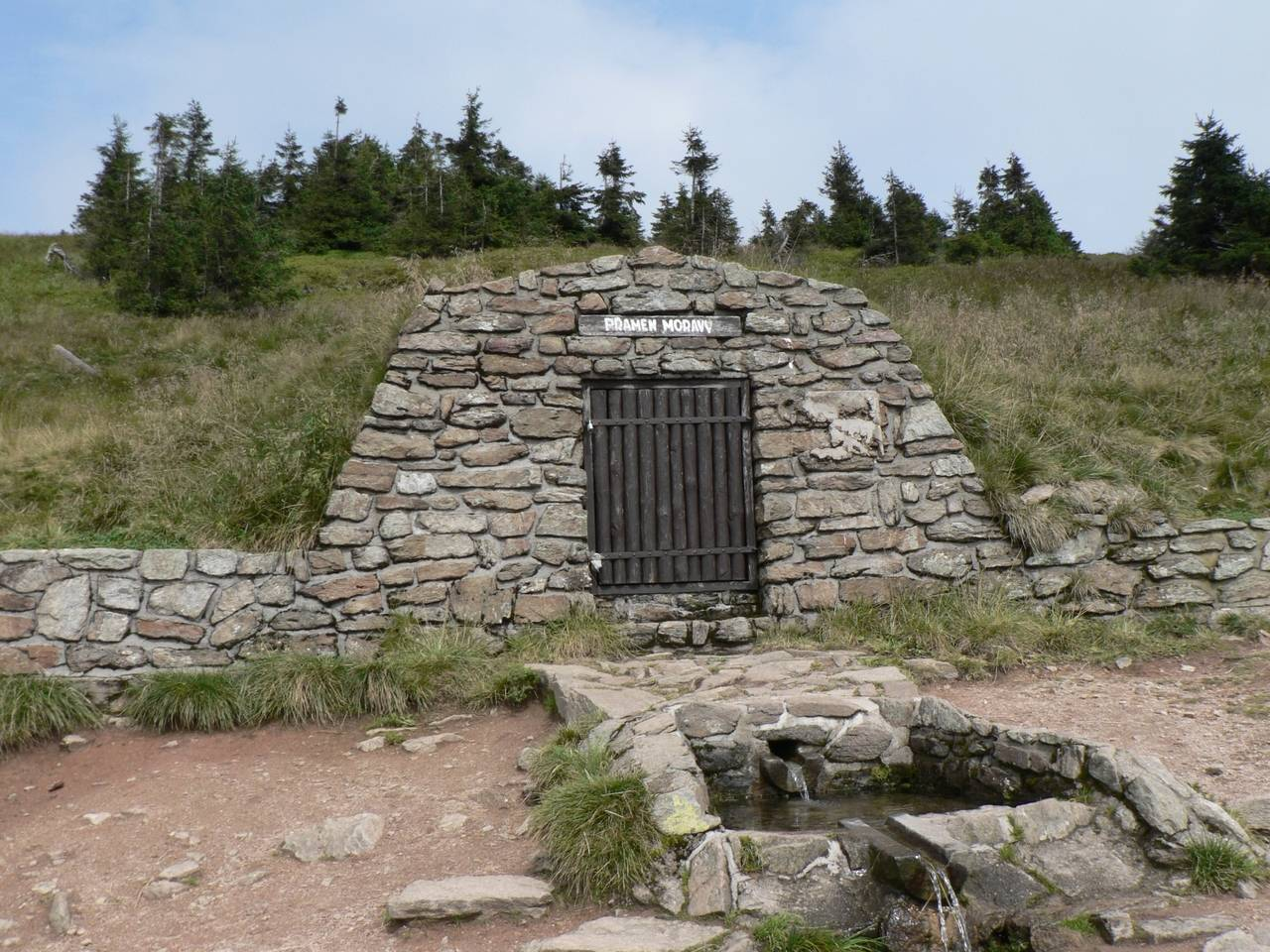
Naciente del río Morava por debajo de la cumbre de Snežník
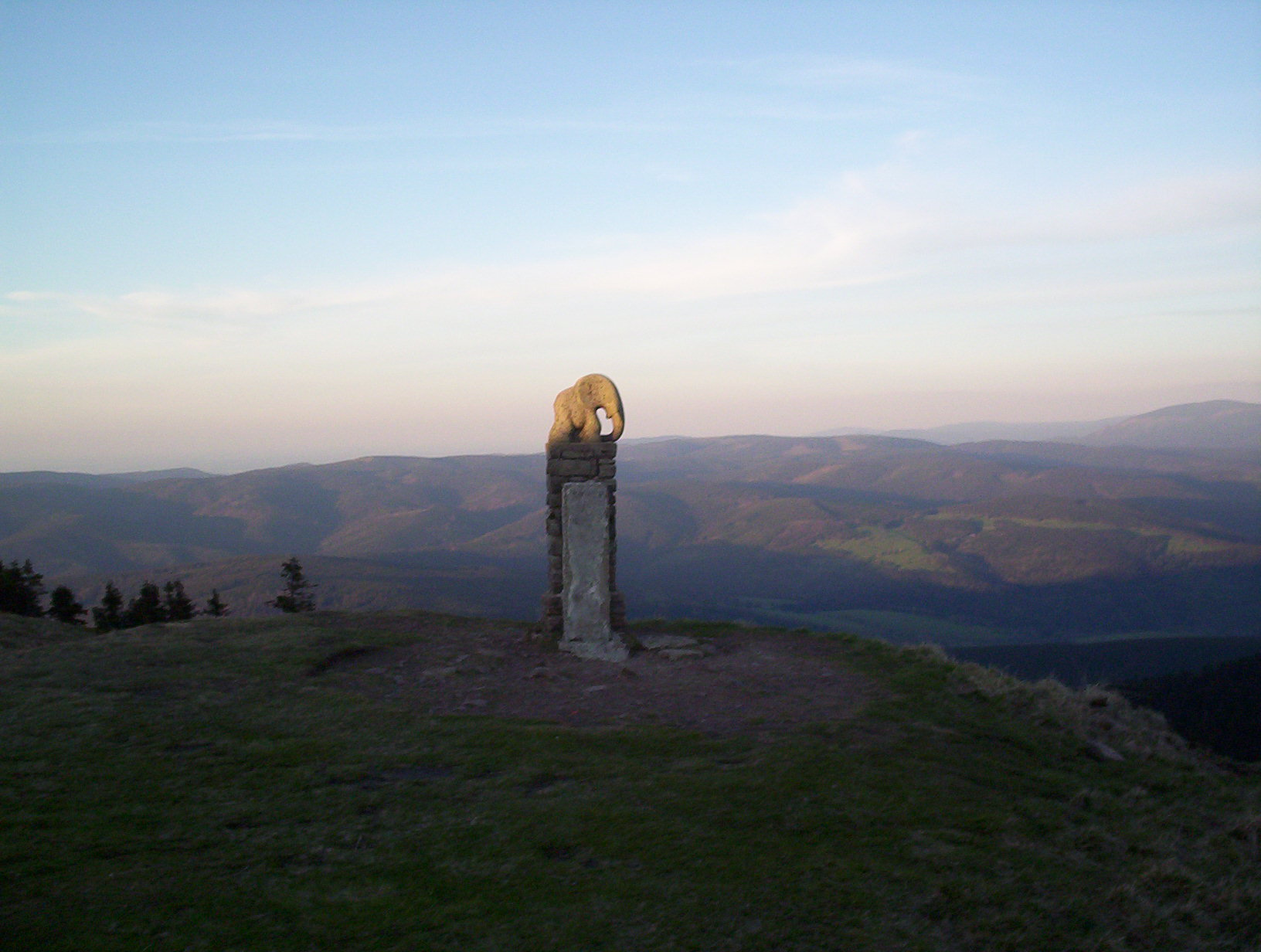
Estatua de un elefante joven, símbolo de la montaña
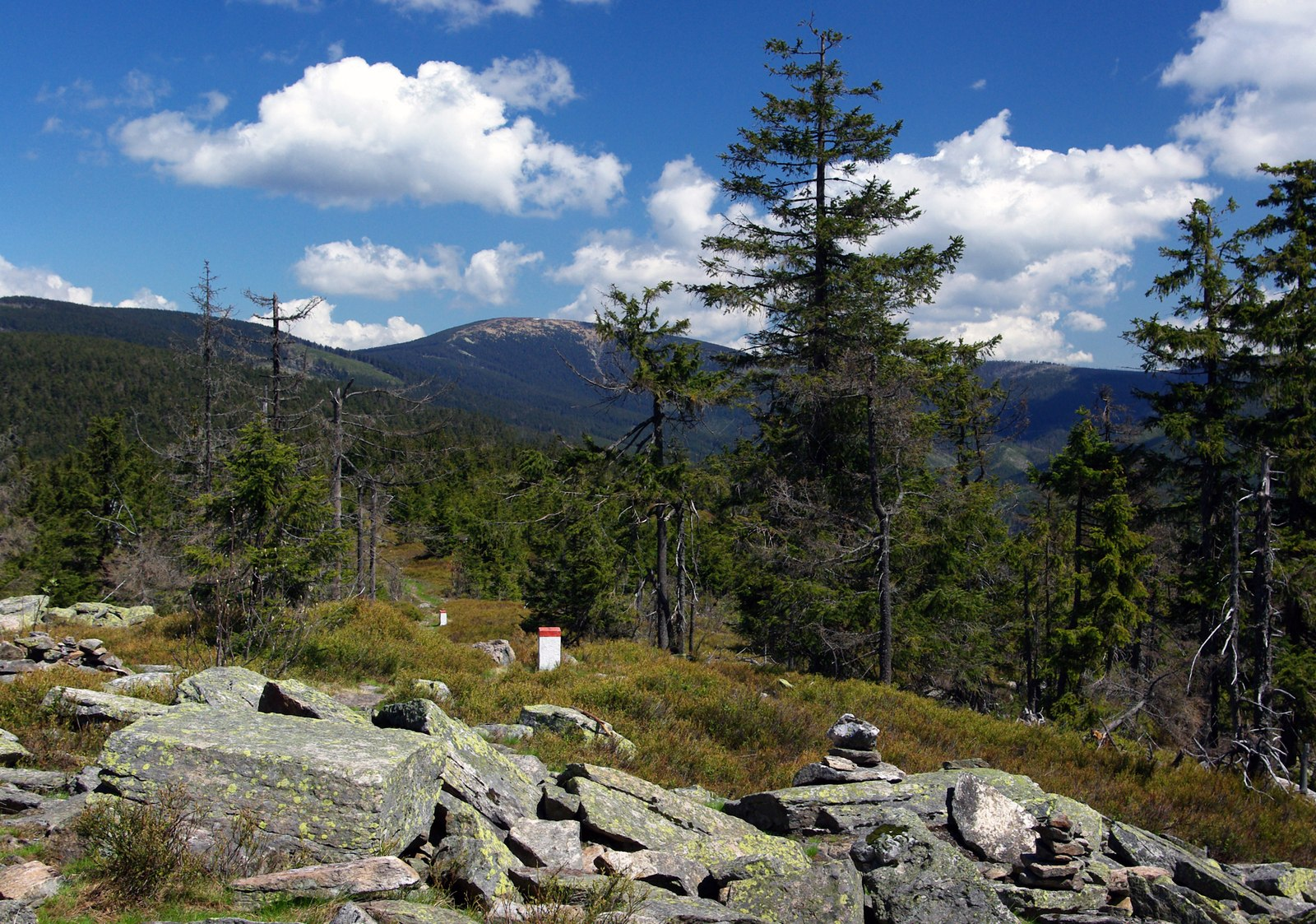
Králický Sněžník desde el sur, en mayo de 2008
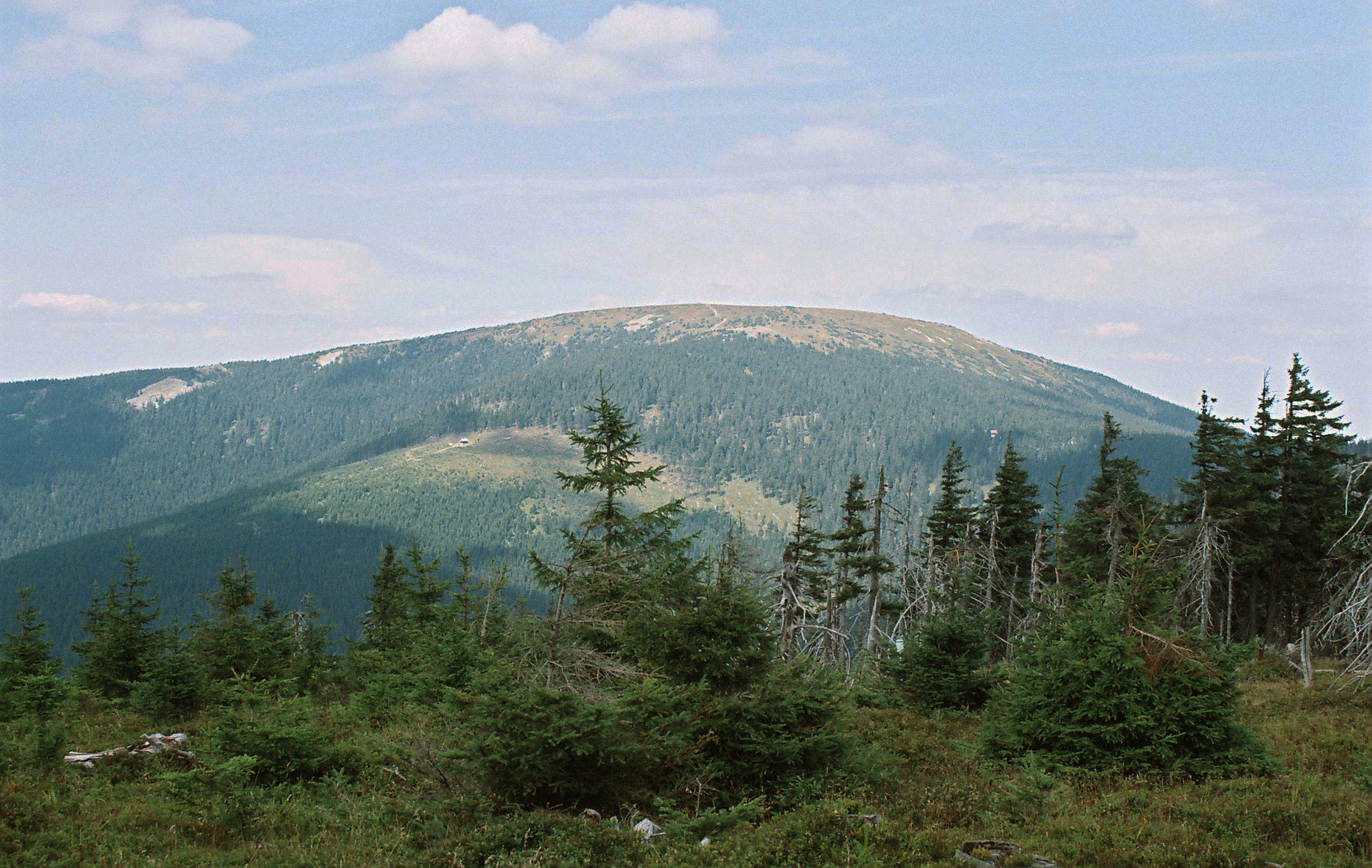
Králický Sněžník desde el sur